# Kriss Akabusi
Kriss Kezie Uche Chukwu Duru Akabusi (ur. 28 listopada 1958 w Londynie) – brytyjski lekkoatleta pochodzenia nigeryjskiego, specjalizujący się w długich biegach płotkarskich i sprinterskich, trzykrotny uczestnik letnich igrzysk olimpijskich (Los Angeles 1984, Seul 1988, Barcelona 1992), trzykrotny medalista olimpijski.
Za swoje osiągnięcia został w 1992 r. odznaczony Orderem Imperium Brytyjskiego V klasy.

## Sukcesy sportowe
- mistrz Wielkiej Brytanii w biegu na 400 metrów – 1984
- trzykrotny wicemistrz Wielkiej Brytanii w biegu na 400 metrów – 1983, 1991, 1993
- trzykrotny mistrz Wielkiej Brytanii w biegu na 400 metrów przez płotki – 1987, 1990, 1992[1]

| Rok  | Miasto      | Zawody                      | Konkurencja                          | Wynik                     |
| ---- | ----------- | --------------------------- | ------------------------------------ | ------------------------- |
| 1984 | Los Angeles | letnie igrzyska olimpijskie | sztafeta 4 × 400 m                   | srebrny medal             |
| 1986 | Stuttgart   | mistrzostwa Europy          | sztafeta 4 × 400 m                   | złoty medal               |
| 1986 | Edynburg    | igrzyska Wspólnoty Narodów  | sztafeta 4 × 400 m bieg na 400 m     | złoty medal 4. miejsce    |
| 1987 | Rzym        | mistrzostwa świata          | sztafeta 4 × 400 m bieg na 400 m ppł | srebrny medal 7. miejsce  |
| 1988 | Seul        | letnie igrzyska olimpijskie | sztafeta 4 × 400 m bieg na 400 m ppł | 5. miejsce 6. miejsce     |
| 1990 | Split       | mistrzostwa Europy          | sztafeta 4 × 400 m bieg na 400 m ppł | złoty medal               |
| 1990 | Auckland    | igrzyska Wspólnoty Narodów  | bieg na 400 m ppł                    | złoty medal               |
| 1991 | Tokio       | mistrzostwa świata          | sztafeta 4 × 400 m bieg na 400 m ppł | złoty medal brązowy medal |
| 1992 | Barcelona   | letnie igrzyska olimpijskie | sztafeta 4 × 400 m bieg na 400 m ppł | brązowy medal             |

## Rekordy życiowe
- bieg na 300 metrów – 32,59 – Londyn 14/07/1991
- bieg na 400 metrów – 44,93 – Birmingham 07/08/1988
- bieg na 400 metrów (hala) – 47,58 – Pireus 02/03/1985
- bieg na 400 metrów przez płotki – 47,82 – Barcelona 06/08/1992 (rekord Wielkiej Brytanii)